# Каспано (Сондрио)
Каспано је насеље у Италији у округу Сондрио, региону Ломбардија.
Према процени из 2011. у насељу је живело 216 становника. Насеље се налази на надморској висини од 853 м.